# Hildegard Lenz
Hildegard Lenz geb. Steffens verh. Piesker (* 17. Juni 1933 in Hamburg), ist eine SPD-Politikerin in Bremerhaven. Sie war Mitglied der Bremischen Bürgerschaft.

## Leben
Lenz war als Verwaltungsangestellte und als Lehrerin in Bremerhaven tätig. Von 1971 bis 1995 war sie 24 Jahre lang Mitglied der Bremischen Bürgerschaft und in verschiedenen Deputationen und Ausschüssen der Bürgerschaft tätig. 1979 heiratete sie Bremerhavens Oberbürgermeister Werner Lenz (KPD, SPD, AfB). Sie war 1983–1991 stellvertretende Vorsitzende und 1991–1995 Vorsitzende des Petitionsausschusses. 1987–1995 war sie als Schriftführerin im Bürgerschaftsvorstand. Wie ihr Mann verließ sie 1995 die SPD.

## Ehrenämter
- Vorsitzende des Fördervereins von Thieles Garten
- Vorsitzende des Fördervereins Freunde des Presseklubs in Bremerhaven.